# Microgaster tremenda
Microgaster tremenda är en stekelart som beskrevs av Papp 1971. Microgaster tremenda ingår i släktet Microgaster och familjen bracksteklar. Inga underarter finns listade i Catalogue of Life.